# El Vergel, Chiapa de Corzo
El Vergel är en ort i Mexiko.   Den ligger i kommunen Chiapa de Corzo och delstaten Chiapas, i den sydöstra delen av landet, 700 km öster om huvudstaden Mexico City. El Vergel ligger 409 meter över havet och antalet invånare är 396.
Terrängen runt El Vergel är platt söderut, men norrut är den kuperad. Runt El Vergel är det ganska tätbefolkat, med 58 invånare per kvadratkilometer. Närmaste större samhälle är Tuxtla Gutiérrez, 16,1 km nordväst om El Vergel. Omgivningarna runt El Vergel är en mosaik av jordbruksmark och naturlig växtlighet.